# Martin Gester
Martin Gester est un organiste, claveciniste, pianofortiste, chef d'orchestre et professeur de musique classique français ayant fondé l'ensemble Le Parlement de musique en 1990.

## Biographie
Martin Gester étudie le clavecin et l'orgue et poursuit une double formation en littérature et musique à l'université de Strasbourg et au conservatoire de la même ville.
Il s'intéresse spécialement au répertoire du XVIIe siècle et XVIIIe siècle.
En 1990, il fonde Le Parlement de Musique tout en continuant à jouer comme soliste, mais également comme chef d'orchestre, notamment avec le New York Collegium, la Société Bach des Pays-Bas, le Collegium Vocale Gent, La Chapelle royale, Musica Aeterna Bratislava, les Orchestres Symphoniques de Mulhouse, de Torun, de Malaga, et l'Orchestre des Pays de Savoie. Il est invité régulièrement par l'orchestre baroque polonais Arte dei Suonatori, avec lequel il a réalisé des tournées et des enregistrements autour de concertos et d' oratorios de Muffat à Mozart. Notamment, pour le label suédois BIS : George Frideric Handel: 12 Concerti grossi Op. 6), Venetian Christmas et Telemann : Ouvertures Pittoresques & Concerts Polonois. Et, depuis peu, collabore avec l'ensemble Australien Van Diemen's Band avec lequel il enregistre Haendel (Concertos op. 3 pour BIS). 
Il a dirigé le département de musique ancienne au Conservatoire à rayonnement régional de Strasbourg. 
Parallèlement à l'activité du Parlement de Musique, il a fondé l'atelier opéra Génération Baroque qui se voue à la recréation d'ouvrages lyriques généralement méconnus (de R. Keiser, Telemann, Cimarosa, Paisiello) dans les mises en scène peu conventionnelles dans le but de détecter et de promouvoir par là de jeunes talents venus de toute l'Europe.
En 2001, il reçoit la distinction de Chevalier des Arts et Lettres et, peu après, il est distingué de l'ordre du Mérite par le Ministre de la Culture Polonais.

## Discographie
Martin Gester a enregistré une cinquantaine de titres, en tant que soliste ou avec Le Parlement de musique, notamment pour les labels Accord, Assai, BIS Records (avec l'ensemble Arte dei Suonatori), Calliope, Opus 111/Naïve et Radio France/Tempéraments, et plus récemment pour Ambronay, K617 et Ligia Digital. 
Ces enregistrements ont reçu un accueil particulièrement favorable de la critique : ainsi, celui réalisé en 2000 de la Passion selon saint Matthieu de 1667 retrouvée à la Bibliothèque d’Uppsala (Musidisc) a reçu de nombreuses distinctions : Diapason d'or de l'année, Grand prix du disque lyrique, Prix de l'Académie Charles-Cros et page spéciale d’Early Music2.

### Claviers et musique de chambre
- J.S. Bach, Derniers Préludes et Fugues pour orgue - Orgue Freitag de la Collégiale Saint Martin de Colmar (1985 / 2000, Pamina).
- Fantaisies et chorals pour l'orgue avec le hautbois ; Fantaisie pour orgue et flûte ; Chorals pour orgue : œuvres de Johann Ludwig Krebs, Gottfried August Homilius et Georg Friedrich Kauffmann - Randall Cook, hautbois ; Philippe Suzanne, flûte à bec (6-8 août 1989, Adda) (OCLC 977774922)
- J. Haydn: Salve Regina et concertos pour orgue à l’orgue de Fère en Tardenois (Opus 111 1992)
- J.C. Bach: Concertos pour orgue à l’orgue de Fère en Tardenois (Accord 1998)
- Vivaldi: Concertos pour orgue & transcriptions de J.S. Bach (Accord 1998 )
- J.S. Bach: Sechs Trios für das Clavier und die Violine (dites “Sonates pour violon & clavier”) Martin Gester - Alice Pierot (Accord)
- Georg Muffat , Toccate : Concerti da chiesa (1998, Tempéraments) (OCLC 949900359)
- J.S. Bach : Six Concerts en trio pour divers instruments, d’après les 6 Sonates en trio pour orgue BWV 625-630 / Assai réédité
- Giuseppe Sammartini : Concertos pour orgue / Accord, (Martin Gester à l'orgue Westenfelder de Fère en Tardenois)
- Couperin, Concerts royaux - Le Parlement de Musique : Martin Gester, clavecin et direction ; Aline Zylberajch, clavecin ; Alice Pierot et Stéphanie Pfister, violons ; François Nicolet, flûte traversière ; Guido Balestracci, basse de viole ; Yasunori Imamura, théorbe (1998, Accord 465 676-2)
- Joh. Jacob Froberger : Autour d'un Manuscrit redécouvert, pièces de clavecin et musique de chambre de Froberger, Bulyovsky, Rosenmüller, Krieger, Gumbrecht ; Le Parlement de Musique, dir. Martin Gester - Aline Zylberajch au clavecin Rückers de Colmar. (2000, CD Assai)
- Johann Ulrich Steigleder, Livre d'orgue : 40 variations sur le choral Vater unser pour l'orgue, la voix et les instruments - Le Parlement de Musique, dir. Martin Gester,  direction et orgue Lesselier de Bolbec (2002, 2 CD Radio France) (OCLC 421739682)
- Joseph Boulogne de Saint-George : Concertos et Symphonies ; Stéphanie Marie Degand, violon, orchestre du Parlement de Musique, dir. Martin Gester. (2004, CD Assai)
- Lebègue, Pièces d'orgue et motets à l'orgue de Saint Michel en Thiérache (2005, SACD Tempéraments TEM 316031)
- A due cembali, Caprices, Pièces pour deux claviers : Soler, Haydn, Schobert, Mozart, Planyavsky… - Aline Zylberajch et Martin Gester, clavecins et orgue de Église abbatiale de Walbourg (7-9 septembre 2011, K 617 K617233) (BNF 42565552)
- Mozart, Grandes œuvres à quatre mains, KV 497, 501, 511, 521,  - Aline Zylberajch et Martin Gester, pianoforte (20 octobre 2014, K617 K617244)
- Bach, Partitas, BWV 825-830 (2014, Ligia)
- Portraits et Caractères, oeuvres de clavecin avec violon de Duphly, Mondonville & M. Corrette (2017, CD Ligia Digital)
- Sinfonies au salon, Quatuors op. 7 no 2 et 3 ; op. 14 no 1 ; Sinfonie, op. 9 no 2 ; Sonates op. 6 no 3 ; op. 17 no 2a ; Martin Gester, pianoforte et clavecin, Arte dei Suonatori, (2018, CD Ligia Digital)

### Musique profane
- Montéclair : Pan & Sirinx & Concerts de Philidor, Marais et Couperin ; Randall Cook, hautbois baroque - Ann Monoyos, soprano - Paolo Pandolfo, viole - Brian Feehan, théorbe - Martin Gester, clavecin (1991, CD OPUS 111)
- Bach, L'Œuvre pour orgue et orchestre - André Isoir, orgue de l'église Saint-Macre de Fère-en-Tardenois ; Le Parlement de Musique (octobre 1993, Calliope) (OCLC 850884286)
- Vivaldi, La Senna Festeggiante - Delphine Collot, soprano (L'Età dell'Oro) ; Katalin Karolyi, mezzo-soprano (La Virtù) ; Stephan MacLeod, baryton (La Senna) (1997, Accord 4760542 / 476054-2)
- Clérambault (Muse de l'opéra, ou, Les caractères liriques, cantate), Montéclair (Morte di Lucretia, cantate), Couperin (Huitième concert dans le goût théâtral) - Salomé Haller, soprano (septembre 1999, Assai) (OCLC 878411381)
- François Couperin : Le Portrait de l'Amour (Concerts dont Il Ritratto dell'Amore et pièces de clavecin) (Assai
- Haendel, Concerti grossi, op. 6 - Arte dei Suonatori, dir. Martin Gester (2007, 3 SACD BIS 1705/06)
- Les musiques de Louis XIV du salon à l'église (2009, Naïve) (OCLC 460637231)
- Montéclair et Clérambault, Le Retour de la Paix : cantates et concerts royaux (27-30 juin 2011, K617) (OCLC 774666642)
- Telemann, Ouvertures pittoresques & Concerts polonais - Arte de Suonatori, dir. Martin Gester (octobre 2012, SACD BIS) (OCLC 828930236)
- Haendel, Concerti grossi, op. 3 - Van Diemen's Band (AUS), dir. Martin Gester (enregt. 2019, SACD BIS)

### Musique sacrée
- Hasse, Requiem ; Miserere ; Motetti virtuosi (19-22 octobre 1992/juillet 1993, Opus 111) (OCLC 51919119)
- Charpentier, Les Quatre Saisons H.335-338, Psaumes de David  H.174, H.231, H.179 - Bernard Deletré, Françoise Semellaz, Le Parlement de musique, clavecin, orgue et direction Martin Gester (1990, Opus 111)
- Charpentier : Office des Ténèbres, H.95, H.92, H.112, H.93, H.119, H.95, H.134, Miserere H.157 - Véronique Gens, Noémi Rime, Le Parlement de musique, Martin Gester, orgue, clavecin et direction (1991, Opus 111) (OCLC 923734249)
- Brossard, Cantiques sacrez - Noémi Rime, soprano ; Jean-Paul Fouchécourt, alto et ténor ; Ian Honeyman, ténor ; Bernard Deletré, basse ; Le Parlement de musique, dir. Martin Gester et orgue de l'Abbaye de Saint-Michel en Thiérache (juin 1992, Opus111 OPS30-69) (OCLC 43169031)
- Scarlatti, Lamentazioni per la Settimana Santa - Noémi Rime et Martina Lins, sopranos ; Parlement de musique, dir. Martin Gester (1-3 octobre 1992, Opus111) (OCLC 45351920)
- Capricornus, Theatrum musicum (octobre 1993, Opus111) (OCLC 32581250)
- Charpentier, Pastorale sur la naissance de notre Seigneur Jésus-Christ H.383, In nativitatem Domini canticum H.314 - Litanies de la Vierge H.85, Magnificat à 3 sur la même basse H.73 - Le Parlement de musique, dir. Martin Gester (église de Walbourg, juillet 1996, Accord 4762534)
- Caldara : La Conversion de Clovis Roi de France, Oratorio, Pascal Berrin, Clovis, Delphine Collot, Clothilde, Noémi Rime, Saint Rémi, Jonathan Kenny, Uberto, Le Parlement de Musique, dir. Martin Gester (1996, 2CD Accord)
- Bruhns, L'Œuvre d'orgue* ; Cantates - Le Parlement de musique, dir. Martin Gester et orgue de l'Abbaye de Saint-Michel-en-Thiérache (12-13 / 1-18* juillet 1997, Tempéraments) (OCLC 46396921)
- Charpentier, Te Deum H.146, In honorem Sancti Ludovici Regis Galliae canticum H.365 et In honorem Sancti Ludovici Regis Galliae H.418, et Notus Judea Deus H.206 - Maîtrise de Bretagne ; Le Parlement de Musique, dir. Martin Gester (novembre 2000, Opus 111) — Diapason d'or.
- Un concert spirituel à Rome c.1650 : œuvres de Giacomo Carissimi, Girolamo Frescobaldi… (octobre 2002, Opus 111 OP30296) — Diapason d'or no 502, avril 2003.
- Couperin, Leçons de Ténèbres ; Salomé Haller, Kirsten Blaise, Guido Balestracci, Dolores Costoyas, dir. Martin Gester (octobre 2002, Assai 222412) (OCLC 417295383)
- Charpentier, Te Deum H.146, Psaumes des Ténèbres H.126, H.228, H.128, H.230, H.129, H.206 - Maîtrise de Bretagne et Le Parlement de musique, dir. Martin Gester (Chapelle royale de Versailles, 2004, DVD Lucida productions)
- Charpentier, Pastorale sur la naissance de notre Seigneur Jésus Christ (H.483, H.483 a, H.483 b), mise en geste de Benjamin Lazar, réalisation Olivier Simonet. DVD Armide Classics /Vox Lucinda 2005
- Messe à grand chœur et symphonie - Motet d'après Vivaldi de Jacques-Antoine Denoyé et Michel Corrette (avec la Maîtrise de Bretagne et Le Parlement de Musique), dir. Martin Gester (mars 2008, éditions du Festival d'Ambronay) (OCLC 742628410)
- Porpora, Vêpres - Maîtrise de Bretagne ; Le Parlement de musique, dir. Martin Gester (2012, éditions Ambronay)
- Joseph Haydn : Messe Nelson – F.X. Richter : Te Deum / DVD Seppia, 2010 - Solistes, La Maîtrise de Bretagne (dir. J.M. Noël) et L’Orchestre du Parlement de Musique, direction Martin Gester (2009, DVD Seppia)
- Venetian Christmas, Vivaldi, Torelli, Perotti, Hasse ; Ruby Hughes, Arte dei Suonatori, dir. Martin Gester (SACD BIS)